# مليسة خشنة
مليسة خشنة (الاسم العلمي: Melissa rugosa) هي نوع نباتي يتبع جنس المليسة من فصيلة الشفوية.